# Thoste
Thoste ist eine französische Gemeinde mit 101 Einwohnern (Stand 1. Januar 2022) im Département Côte-d’Or in der Region Bourgogne-Franche-Comté. Sie gehört zum Arrondissement Montbard und zum Kanton Semur-en-Auxois. 
Sie grenzt im Nordwesten an Forléans, im Nordosten an Vic-de-Chassenay, im Osten an Courcelles-lès-Semur, im Südosten an Montigny-Saint-Barthélemy, im Süden an Dompierre-en-Morvan, im Südwesten an La Roche-en-Brenil und im Westen an Courcelles-Frémoy.

## Bevölkerungsentwicklung
| Jahr                       | 1962 | 1968 | 1975 | 1982 | 1990 | 1999 | 2008 | 2015 |
| -------------------------- | ---- | ---- | ---- | ---- | ---- | ---- | ---- | ---- |
| Einwohner                  | 154  | 169  | 149  | 136  | 114  | 108  | 118  | 111  |
| Quellen: Cassini und INSEE |      |      |      |      |      |      |      |      |